# Кочис (культура)
Культура/традиция Кочис (англ. Cochise Tradition/Cochise Culture) — археологическая традиция (в прежних работах — археологическая культура) архаического периода юго-запада США. Хронологически охватывала весьма длительный период, около 5000 — 200 гг. до н. э. Наиболее ранние памятники в Салфур-Спринг (Sulphur Spring), возможно, следует датировать даже ранее 5000 г. до н. э. Гораздо лучше изучены две последующие фазы, Чирикауа и Сан-педро.
Традиция Кочис названа в честь исчезнувшего озера Кочис (в свою очередь, названного в честь вождя апачей Кочиса), на месте которого сейчас находится en:Willcox Playa.
Традиция Кочис считается предком двух последующих культур древних пуэбло, Могольон (Мимбрес) и Хохокам.

## Фаза Чирикауа (Chiricahua phase)
Орудия Кочис-Чирикауа включают разнообразные наконечники и орудия для обработки зерна. Данная фаза датируется периодом 3500 — 1500 гг. до н. э., однако ряд историков оспаривают данную хронологию в сторону удревнения. В основу хронологии положено изучение поселений: в пещере Вентана близ г. Селс в штате Аризона и ряда других в Аризоне и Нью-Мексико.

## Фаза Сан-Педро (San Pedro phase)
Фаза Сан-Педро сменяет фазу Чирикауа на юге Юго-запада США. Для неё характерны крупные наконечники с угловыми или боковыми насечками и прямым или вогнутым основанием. Согласно радиоуглеродной датировке, данная фаза охватывала время около 1500—200 гг. до н. э. К тому времени население архаического периода Юго-запада США вырастает в численности, эти группы заселяют гораздо большее количество климатических зон, иногда живут в крупных, относительно постоянных поселениях. В некоторых поселениях фазы Сан-Педро обнаружены колодцы глубиной около 0,5 м ниже уровня почвы, жилища, требующие значительных усилий для сооружения, и, по-видимому, населённые в течение относительно длительного времени. Некоторые общины фазы Сан-Педро культивировали кукурузу и другие растения.